# Folgebreen
Der Folgebreen (norwegisch) ist ein Gletscher im ostantarktischen Königin-Maud-Land. Im Gebirge Sør Rondane liegt er als Teil des Borchgrevinkisen zwischen den Alveberget und dem Gandrimen.
Wissenschaftler des Norwegischen Polarinstituts benannten ihn 2016 nach dem Gletscher Folgefonna in Norwegen.